# 尾崎護
尾崎 護（おざき まもる、1935年（昭和10年）5月20日 - ）は、日本の大蔵官僚。元大蔵事務次官。博士（法学）（早稲田大学・論文博士・2002年）。血液型はO型。

## 略歴
聖橋学園中学校、都立小石川高校卒業。1958年（昭和33年）：東京大学法学部第1類（私法コース）卒業。東京大学在学中には文芸クラブに所属して小説を書いていた。
1957年（昭和32年）：国家公務員上級試験2位合格。1958年（昭和33年）4月：大蔵省入省（主税局調査課）。1960年6月 関東財務局総務部。1961年7月 名古屋国税局調査査察部。1962年4月 大蔵省大臣官房調査課調査主任。1963年4月 大蔵省主計局調査課計画係長。1965年7月 東京国税局藤沢税務署長。
1966年4月 青森県農林部経済課長。1968年4月 青森県総務部財政課長。
1968年7月 大蔵省主計局総務課課長補佐。1969年8月 大蔵省主計局主計官補佐（通産第三係主査）。
1970年7月 大蔵省主計局主計官補佐（通産一・二係主査）。1972年7月 大蔵省理財局資金課課長補佐（総括・企画・調査）。1973年7月 大蔵省理財局資金第一課課長補佐（総括・企画・調査）。1974年7月 大蔵省理財局局付（外務研修）。
1975年（昭和50年）4月：在アメリカ合衆国日本国大使館参事官。
1978年（昭和53年）6月：大蔵省主計局主計官兼主計局総務課。1979年（昭和55年）7月：大蔵省主計局主計官（運輸、郵政・電々担当）。1980年（昭和55年）7月：鈴木善幸内閣で内閣総理大臣秘書官。
1982年（昭和57年）11月：大蔵省銀行局総務課長。1983年（昭和58年）6月：大蔵省大臣官房文書課長。
1984年（昭和59年）3月：兼財務研修所長。1984年（昭和59年）6月：近畿財務局長。
1985年（昭和60年）6月：大蔵省主税局担当審議官。1988年（昭和63年）12月：大蔵省主税局長。竹下内閣時代の西垣昭次官、尾崎主税局長の下、消費税が導入される。さらに地価税法案も成立する。
1991年（平成3年）6月：国税庁長官。1992年（平成4年）6月：大蔵事務次官。
1994年（平成6年）5月：国民金融公庫総裁。1999年（平成11年）10月：国民生活金融公庫総裁。
2002年（平成14年）2月 早稲田大学より博士（法学）（論文博士）の学位を取得。
2003年（平成15年）2月：矢崎総業株式会社顧問。2003年（平成15年）4月：早稲田大学大学院商学研究科客員教授。2003年（平成15年）6月：富士急行株式会社取締役。2003年（平成15年）7月：株式会社ワコール顧問。
2005年（平成17年）6月：キッコーマン株式会社取締役。2005年（平成17年）6月：株式会社ワコール取締役。
2008年（平成20年）3月：公文書管理の在り方等に関する有識者会議 座長。

## 人物
- 大蔵省で同期だった村本久夫曰く、「大変几帳面で、約束事はちゃんと果たすし、同期の面倒見もすこぶるいい」と言う[11]。
- 主計局総務課企画係の後進組織である主計局調査課計画係長になった尾崎は、公債発行を調査するよう命じられた際に、「主計局のこれまでの主張にとらわれないで勉強しなさい」と言われたという[12]。
- 振り出しこそ主税局調査課だったが、主に主計局や理財局といった予算・財政部局を歩み、税に関しては素人同然とされていた。尾崎は主税局担当審議官の内示を受けた時のことを「頭の片隅にもなかったから、本当にびっくりした。それまでの自分のキャリアから考えて、8〜9割は主計局に行くだろうと思っていた。あるいは大臣官房文書課長、近畿財務局長の直前に短期間、銀行局総務課長をやったから、銀行局審議官の可能性もあるかなと思ったが、主税局は夢にも考えていなかった」と語っている。尾崎は臆せずに大臣官房長の西垣昭へ近畿財務局から電話で尋ねた。どういうことかと問い質したが、西垣からは「いや、新しい税をやるんだから、何も知らない方がいいんだよ」と返された。2年間だけ主税局調査課に配属になったといっても、外国担当でドイツの税制を多少かじっただけで、日本の税制は全く勉強したこともなかった[13]。

## 同期入省者
同期に、角谷正彦（国税庁長官）、長富祐一郎（関税局長、大平総理首席補佐官）、新藤恒男（西日本シティ銀行頭取）、冨金原俊二（経企次官）、安原正（環境次官）、村本久夫（中央三井信託銀行会長）、関要（日本証券業協会副会長）、柿澤弘治（外務大臣）、大野功統（防衛庁長官）など。

## その他役職
- 公益財団法人矢崎科学技術振興記念財団理事長
- 公益財団法人博報児童教育振興会理事
- 公益財団法人朝日新聞文化財団理事

## 著書
- 『経論のとき 小説三岡八郎』 東洋経済新報社、1995年
  - 『経綸のとき 近代日本の財政を築いた逸材』 文藝春秋〈文春文庫〉、1998年
- 『低き声にて語れ 元老院議官神田孝平』 新潮社、1998年
- 『上書保存 元大蔵官僚の独り言』 徳間文庫・教養シリーズ、1999年
- 『滴ひかる 明治ひと模様』 読売新聞社、1999年
- 『財政政策への視点 財政再建策の回顧と模索』 大蔵財務協会、2001年（早稲田大学学位請求論文）
- 『本を肴に』 三月書房、2002年
- 『おじいちゃんの塾』 文藝春秋、2005年
- 『吉野作造と中国』 中央公論新社〈中公叢書〉、2008年
- 『蜻蛉の夢』 三月書房、2016年